# Gastarbeiter

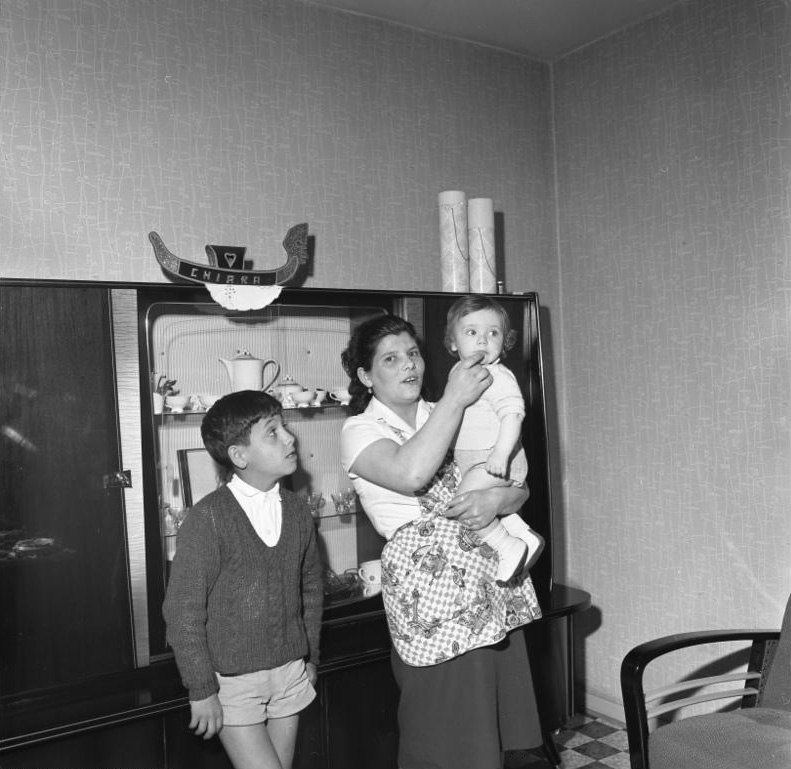
Rodzina włoskiego gastarbeitera w Duisburgu, 1962

Gastarbeiter (wym. MAF: [ˈɡastʔaʁˌbaɪ̯tɐ], posłuchajⓘ; z niem. „pracownik gościnny”) – określenie robotników cudzoziemskich przybywających do Republiki Federalnej Niemiec (Niemiec Zachodnich) na pobyt tymczasowy w celu podjęcia pracy.
Termin Gastarbeiter jest używany od końca lat 50. XX wieku, kiedy to w RFN – w związku z gwałtownym rozwojem gospodarki – zabrakło rąk do pracy i do wykonywania pewnych prac (zwłaszcza gorzej płatnych, niewymagających fachowego przygotowania lub niechętnie podejmowanych przez Niemców) zaczęto sprowadzać pracowników z zagranicy.
W latach 60. i 70. XX w. pochodzili oni głównie z Włoch, Jugosławii i Turcji.
Wśród mieszkających na stałe w Niemczech obywateli innych państw przybysze z tych krajów nadal stanowią spory odsetek.